# Max Schödl

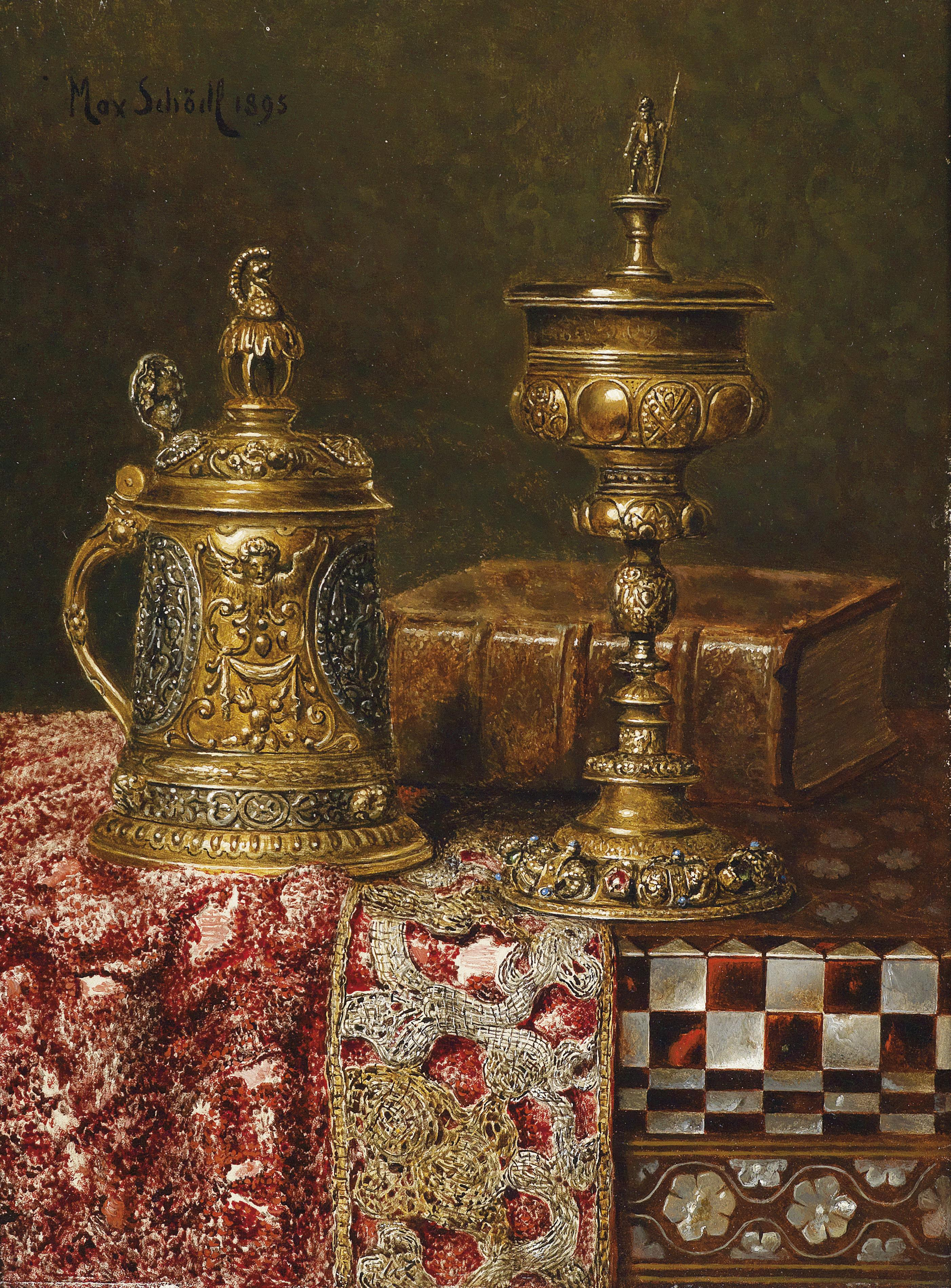
Max Schödl: Stillleben mit Prunkgefäßen und einem Buch, 1893

Max Schödl (* 2. Februar 1834 in Wien; † 23. März 1921 ebenda) war ein österreichischer Maler des Realismus.
Schödls Werk besteht hauptsächlich aus Stillleben mit kostbaren, kunstgewerblich gefertigten Gegenständen, nicht selten orientalischer Herkunft. Ab 1869 war er Mitglied des Künstlerhauses, dem er testamentarisch eine bedeutende Summe vermachte. Der „Herr von Schödl“ galt als bekanntes Wiener Stadtoriginal, als versponnener Mensch, dessen Aussprüche oft unfreiwillig komisch wirkten, aber zuweilen auch verborgene Weisheit ahnen ließen. Mirko Jelusich hat etliche dieser Anekdoten gesammelt.